# Lingua minoica
La lingua minoica è una lingua paleoeuropea parlata dall'antica civiltà minoica. Le sue attestazioni sono in geroglifico cretese, risalente alla prima metà del II millennio a.C., e n lineare A. Poiché i geroglifici cretesi non sono ancora stati decifrati e la lineare A è stata decifrata solo parzialmente, la classificazione della lingua minoica risulta ancora incerta.
È possibile che la lingua eteocretese, attestata in alcune iscrizioni alfabetiche cretesi posteriori di circa un millennio, discenda dall'antico minoico.

## Tradizione testuale
Il minoico è conosciuto principalmente dalle iscrizioni in lineare A, scritte per lo più su tavolette d'argilla provenienti da più di 40 località cretesi, che sono parzialmente leggibili grazie al confronto con la decifrata lineare B.

### I testi egiziani
È possibile che la lingua keftiu, attestata in quattro testi egizi contenenti nomi e incantesimi datati alla XVIII dinastia, coincida con l'antica lingua minoica. Il fatto che questi testi siano redatti in geroglifico egizio, ha consentito la ricostruzione della pronuncia dei termini presenti al loro interno.
- Papyrus magicus di Harris (Harris XII, 1–5); inizio della XVIII dinastia: incantesimo in lingua keftiu[1]
- Tavoletta (BM 5647); inizio XVIII dinastia: tavoletta con nomi in keftiu[2]
- Papiro medico di Londra (BM, 10059); fine della XVIII dinastia: due incantesimi contro le malattie (#32–33)
- Elenco di cartelli egei: alcuni toponimi cretesi.

## Caratteristiche linguistiche

### Fonetica
Soprattutto sulla base dei testi keftiu, è stato possibile ricostruire il sistema consonantico della lingua minoica:
|               | Labiali | Dentali | Alveolari | Palatali | Velari | Uvulari | Glottidale |
| ------------- | ------- | ------- | --------- | -------- | ------ | ------- | ---------- |
| Nasali        | m       |         | n         |          |        |         |            |
| Occlusive     | p b     | t̪ d̪     | ts        |          | k      | q       |            |
| Fricative     | f       |         | s         | ʃ        |        |         | h          |
| Vibranti      |         |         | r         |          |        |         |            |
| Approssimanti |         |         |           | j        | w      |         |            |

### Sintassi
Il linguista e archeologo dell'Università di Melbourne Brent Davis ha proposto che l'ordine base delle parole in lineare A possa essere verbo-soggetto-oggetto (VSO), sulla base delle proprietà di una sequenza formulaica comunemente trovata in lineare A.

## Classificazione
Il minoico è al momento considerato una lingua non classificata; inoltre, non è del tutto possibile escludere che le varie scritture di età minoica possano riflettere una condizione di multilinguismo. Nonostante ciò, sono avanzate ipotesi che colleghino la lingua minoica ad altre famiglie linguistiche quali quella indoeuropea, ma soprattutto le lingue afroasiatiche e le lingue tirseniche, essendo quest'ultima famiglia attestata nell'Egeo attraverso la lingua lemnia.